# Kevin Kiermaier
Kevin James Kiermaier (ur. 22 kwietnia 1990) – amerykański baseballista występujący na pozycji środkowozapolowego w Tampa Bay Rays.

## Przebieg kariery
Kiermaier studiował w Parkland College, gdzie w latach 2009–2010 grał w drużynie uniwersyteckiej Parkland Cobras, zrzeszonej w National Junior College Athletic Association. W czerwcu 2010 został wybrany w 31. rundzie draftu przez Tampa Bay Rays i początkowo występował w klubach farmerskich tego zespołu, między innymi w Durham Bulls, reprezentującym poziom Triple-A. W Major League Baseball zadebiutował 30 września 2013, ostatniego dnia sezonu zasadniczego, w meczu przeciwko Texas Rangers.
18 maja 2014 w meczu z Los Angeles Angels of Anaheim zdobył pierwszego home runa w MLB. W 2015 został po raz pierwszy w swojej karierze wyróżniony spośród środkowozapolowych, otrzymując Złotą Rękawicę.

## Nagrody i wyróżnienia
| Nagroda/wyróżnienie  | Lata             | Źródło      |
| 3× Gold Glove Award  | 2015, 2016, 2019 | [ 2 ] [ 5 ] |
| Fielding Bible Award | 2015             | [ 6 ]       |